# Britain (Virginia)
Britain ist ein gemeindefreies Gebiet in Loudoun County im US-Bundesstaat Virginia. Es befindet sich an den östlichen Ausläufern des Short Hill Mountain an der Kreuzung der Mountain Road (Virginia State Route 690) mit der Britain Road.
Die Kreisstadt Leesburg ist 24 km entfernt, die Hauptstadt Washington, D.C. ist rund 93 km östlich von Britain gelegen.

## Geschichte
Britain, das ursprünglich unter dem Namen Guinea bekannt war, war in der Mitte des 19. Jahrhunderts eine afroamerikanische Siedlung. 1880 wurde die Mount Sinai Free Baptist Church erbaut, die bis 1915 als Schule diente. Im Gegensatz zu den meisten afroamerikanischen Siedlungen in Loudoun County gab es in Britain ein Postamt. Im frühen 20. Jahrhundert begannen die afroamerikanischen Bewohner des Dorfs in andere Orte umzusiedeln, die letzten Familien verließen Britain in den 1920er-Jahren.
Koordinaten: 39° 15′ N, 77° 42′ W